# オイゲン＝ルートヴィヒ・ツヴァイガルト
オイゲン＝ルートヴィヒ・ツヴァイガルト(ドイツ語: Eugen-Ludwig Zweigart、1914年5月3日 - 1944年6月8日)は、ドイツの軍人。最終階級は空軍中尉。第二次世界大戦では総撃墜数69機を記録したエース・パイロットであり、その戦功から騎士鉄十字章を受章した。
第二次世界大戦ではドイツ空軍第54戦闘航空団第9飛行中隊、第5飛行中隊に所属しており、東部戦線や西部戦線などで活躍した。しかし1944年6月8日、ノルマンディー上陸作戦中に連合国軍機とドッグファイトになり、搭乗していたフォッケウルフ Fw190 A-8が撃墜された。ツヴァイガルトはパラシュートでの脱出を試みたが、脱出中に狙撃され死亡した。

## 叙勲
- 鉄十字章
  - 二級鉄十字勲章1939年章
  - 一級鉄十字勲章1939年章
- 空軍名誉杯 (1941年9月1日)[1]
- ドイツ十字章
  - ドイツ十字章金章 (1942年11月17日)[2]
- 騎士鉄十字章
  - 騎士鉄十字章 (1943年1月22日)[3]